# Paramignya monophylla
Paramignya monophylla är en vinruteväxtart som beskrevs av Robert Wight. Paramignya monophylla ingår i släktet Paramignya och familjen vinruteväxter. Utöver nominatformen finns också underarten P. m. obtusa.